# Авуаза
Авуаза (фр. Havoise de Bretagne; умерла 19 августа 1072) — титулярная графиня Ренна с 1066 года.

## Биография
Авуаза была дочерью дочь герцога Бретани и графа Ренна Алена III. После смерти отца в 1040 году графство Ренн унаследовал брат Авуазы Конан II. Однако когда тот умер бездетным в 1066 году, графом Ренна стал незаконный сын Алена III Жоффруа II Грегонат. Титул начала оспаривала его сестра Авуаза вместе со своим мужем с 1066 года Хоэлем II. Авуаза скончалась 19 августа 1072 года, тогда как её муж продолжил борьбу с Жоффруа.

### Семья
Муж: с 1066 года — герцог Бретани, граф Нанта, граф Корнуая и титулярный граф Ренна Хоэль II (около 1030 — 13 апреля 1084). Дети:
- Ален IV Фержен (умер 13 октября 1119) — герцог Бретани с 1084 года
- Авуаза (умерла после 1075), упоминается в записях аббатства Сен-Георг в Ренне
- Матье (умер в 1103/1104) — граф Нанта с 1084 года
- Эд (умер в 1072/1075), упоминается в картуляриях Редона в 1089 году
- Хильдеберга[2]; муж — сеньор Мэна Жоффруа III (умер в 1098)
- Бенедикт
- Адела II[3] (умерла 14 октября 1152), настоятельница монастыря в аббатстве Сен-Георг в Ренне с 1085 года до своей смерти.